# Reino de Luang Prabang (1945)
El Reino de Luang Prabang ( en lao: ອານາຈັກຫຼວງພະບາງ  </link> ; en japonés: ルアンプラバン王国 </link>) fue un estado títere de corta duración del Imperio de Japón, que existió desde el 9 de marzo de 1945 hasta el 12 de octubre de 1945.

## Fondo
El 22 de septiembre de 1940, las fuerzas japonesas entraron en la Indochina francesa . Esto se hizo con la cooperación renuente de las autoridades francesas de Vichy, que habían sido puestas en posición después de que los franceses fueran derrotados por Alemania unos meses antes. La ocupación posterior se produjo gradualmente, con guarniciones japonesas estacionadas en toda Indochina, que todavía estaba administrada por los franceses.
Antes, en 1932, Plaek Phibunsongkhram, primer ministro de Siam, derrocó al rey e instauró su propia dictadura militar en el país. Más tarde cambió el nombre del país a Tailandia, con planes de unificar a todos los pueblos tai, incluido el laosiano, bajo una sola nación. Alrededor de octubre de 1940, Tailandia, sintiendo la debilidad francesa por los acontecimientos del año anterior, comenzó a atacar las orillas orientales del Mekong entre las provincias de Vientián y Champassak . Esto estallaría en una invasión tailandesa total en enero de 1941. Después de las victorias tailandesas iniciales, su ofensiva se estancó y los franceses obtuvieron una gran victoria naval en Ko Chang, lo que llevó a un punto muerto. Los japoneses mediaron en un alto el fuego y obligaron al gobierno colonial francés a ceder Champassak y la provincia de Sainyabuli en Laos y la provincia de Battambang en Camboya a Tailandia, poniendo fin a la guerra. 
La pérdida de los territorios fue un duro golpe para el prestigio francés en Indochina. La dominante provincia laosiana de Luang Prabang (todavía llamada Reino de Luang Phrabang ) exigió soberanía sobre todo Laos como compensación, una propuesta encabezada por el príncipe heredero educado en Francia, Sisavang Vatthana . Un informe francés secreto de marzo de 1941 reconocía aspiraciones nacionalistas entre el pueblo de Laos, pero temía que la casa real de Champassak decidiera alinearse con Tailandia en caso de quedar subordinada a otra casa real. La pérdida territorial ya había debilitado el control francés en la región. Savang Vatthana y el superior residente Maurice Roques firmaron un acuerdo el 21 de agosto de 1941 que adjuntó las provincias de Xiangkhouang y Vientián al Reino de Luang Prabang, y colocó el protectorado en las mismas condiciones que Camboya y Annam . El renovado enfoque en Laos también trajo una importante modernización de la administración del reino y los franceses también dijeron que no objetarían si el reino se extendiera aún más hacia el sur. El príncipe Phetsarath se convirtió en el primer primer ministro, mientras que Savang Vatthana encabezó un nuevo consejo asesor del rey Sisavang Vong.
Para mantener el apoyo y expulsar la influencia tailandesa, el gobernador general de Indochina, Jean Decoux, alentó el surgimiento de un movimiento nacionalista laosiano, el Movimiento de Renovación Nacional, que buscaba defender el territorio laosiano de la expansión tailandesa. Un informe francés afirmó: "Si el gobierno del protectorado no logra crear una individualidad laosiana autónoma, al menos entre quienes han recibido educación, se sentirán cada vez más atraídos hacia el país vecino y esta situación creará nuevas dificultades". Durante este período se construyeron más escuelas en Laos que en los últimos 40 años y la Escuela Francesa del Lejano Oriente incluso pasó a llamarse "Templo de la Idea Nacional de Laos". El movimiento también publicó un periódico de propaganda, Lao Nyai (Gran Laos) en enero de 1941, criticando las políticas tailandesas sobre el pueblo lao y las tierras cedidas mientras promovía un sentido de identidad en todo Laos. Organizó concursos de poesía que celebraban la cultura y la historia de Laos, y publicó columnas que reintroducían el "linaje glorioso" del Laos moderno desde la época de Lan Xang . Sin embargo, no se permitió que el periódico se desviara de la política oficial francesa ni se volviera explícitamente nacionalista. El periódico también cubrió los movimientos del rey Sisavang Vong quien, envalentonado por la expansión de su reino y las garantías secretas francesas de una mayor expansión, realizó viajes a varias ciudades del sur, incluida Champasak, en su camino a Phnom Penh en 1941. En el sur del país, más adelante en la guerra, se formó en 1944 el movimiento Laos-Seri que, a diferencia del Movimiento de Renovación Nacional, no apoyaba a los franceses y declaró una política de "Laos para los laosianos" destinada a lograr la independencia absoluta.

## Establecimiento y caída

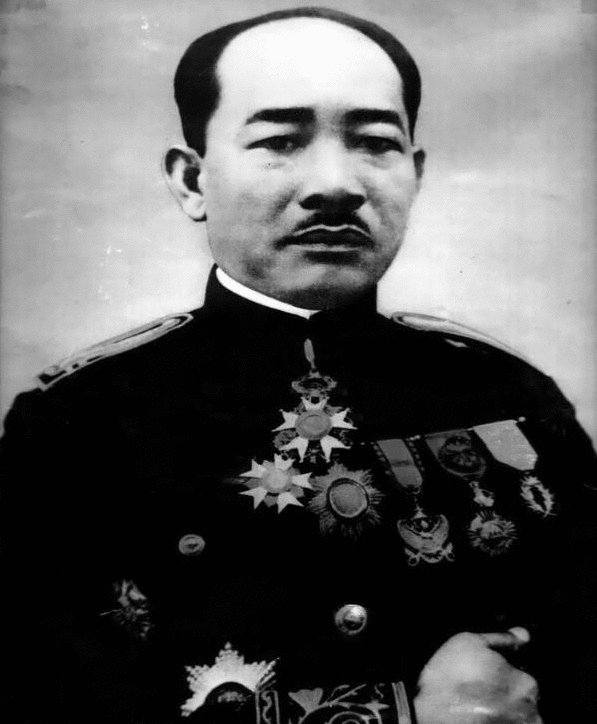
Príncipe Phetsarath, primer ministro de Luang Prabang

En 1944, se produjo la Liberación de París bajo el mando del general Charles de Gaulle y, al mismo tiempo, las tropas imperiales japonesas estaban siendo derrotadas en gran medida en el Frente del Pacífico . En un intento de último minuto de conseguir el apoyo de los nativos indochinos, Japón disolvió el control francés sobre sus colonias indochinas en marzo de 1945. Luego, los japoneses encarcelaron o ejecutaron a un gran número de funcionarios franceses en Laos. El rey Sisavang Vong, incondicionalmente pro francés, también fue encarcelado, y tanto los japoneses como el príncipe Phetsarath lo obligaron a declarar terminado el protectorado francés sobre su reino, mientras ingresaba a la nación en la Esfera de Coprosperidad del Gran Asia Oriental el 8 de abril de 1945. El Príncipe Phetsarath permaneció como primer ministro en el recién independizado estado títere.
Después de la rendición de Japón en agosto, el rey Sisavang Vong acordó con los franceses que tenía la intención de que Laos retomara su antiguo estatus de colonia francesa contra la insistencia del príncipe Phetsarath, quien envió un telegrama a todos los gobernadores provinciales de Laos notificándoles que la rendición japonesa no había hecho nada. no afecte el estatus de Laos como independiente y advirtiéndoles que se resistan a cualquier intervención extranjera. Phetsarath también proclamó la unificación con el país y las provincias de Indochina del sur de Laos el 15 de septiembre, lo que llevó al rey a destituirlo de su cargo de primer ministro el 10 de octubre.
El príncipe Phetsarath y varios otros nacionalistas laosianos formaron Lao Issara en el vacío de poder, que tomó el control del gobierno y reafirmó la independencia del país el 12 de octubre de 1945.